# Téli mese
A Téli mese (eredeti cím: Winter's Tale, az Egyesült Királyságban: A New York Winter's Tale) 2014-ben bemutatott amerikai filmdráma, amelyet Akiva Goldsman írt és rendezett. A zenéjét Hans Zimmer szerezte. A főszerepeket Colin Farrell, Jessica Brown Findlay, Jennifer Connelly, Russell Crowe és Will Smith játszották. Amerikában 2014. február 14-én, Magyarországon 2014. február 13-án mutatták be a mozikban. A film története Mark Helprin amerikai regényíró, újságíró és Council on Foreign Relations-tag Winter's Tale című, 1983-as regényén alapszik.

## Cselekmény
Ebben a világban még mindig történnek csodák. Peter (Colin Farrell), a betörő, aki egykori főnöke elől próbál megszökni, ekkor találkozik Lóval, aki egy újabb betörésre ösztönzi egy alkalommal, így New Yorkban összeakad a halálosan beteg lánnyal, Beverlyvel (Jessica Brown Findlay). Ez azonban nem állhat kettejük közé, szerelem ébred közöttük, olyan erős, amely még a halált is legyőzheti. A Főnöke azonban elüldözi őket északra. Egy csodás éjszaka után, azonban a lány nem ébred fel. Peter főnökével való újabb összetűzést követően a vízbe esik. A férfi évtizedekkel később ébred fel, már a jelen korban, de nem emlékszik múltjára sem a nevére, de egy álomkép folyamatosan üldözi egy vörös hajú lányról. Csodás kalandjai pedig ekkor veszik kezdetüket. 

## Szereplők
| Szereplő        | Színész               | Magyar hang     |
| --------------- | --------------------- | --------------- |
| Peter Lake      | Colin Farrell         | Czvetkó Sándor  |
| Beverly Penn    | Jessica Brown Findlay | Réti Adrienn    |
| Virginia Gamely | Jennifer Connelly     | Major Melinda   |
| Pearly Soames   | Russell Crowe         | Kőszegi Ákos    |
| Isaac Penn      | William Hurt          | Sörös Sándor    |
| Willa idősen    | Eva Marie Saint       | Szabó Éva       |
| Judge / Lucifer | Will Smith            | Kálid Artúr     |
| Cesar Tan       | Kevin Durand          | Jakab Csaba     |
| Humpstone John  | Graham Greene         | Törköly Levente |
| fiatal férfi    | Matthew Bomer         |                 |